# Торбецкија (Пистоја)
Торбецкија је насеље у Италији у округу Пистоја, региону Тоскана.
Према процени из 2011. у насељу је живело 277 становника. Насеље се налази на надморској висини од 135 м.